# Туристичка организација Краљева
| Туристичка организација Краљева |                                         |
|                                 |                                         |
| Оснивач:                        | Град Краљево                            |
| Основана:                       |                                         |
| Седиште:                        | Трг српских ратника 25 · Краљево Србија |
| Директор:                       |                                         |
| Веб презентација                | http://kraljevoturizam.rs/              |

Туристичка организација Краљева (ТОК) је јавна установа града Краљева основана са задатком да презентује, развија и промовише туристичке вредности овог града. У оквиру организације ради Инфо сервис у којем је могуће купити сувенире.

## Делатност ТОК-а
- Израда планова и програма развоја туризма града Краљева
- Усмеравање и координирање активности носилаца туристичке понуде[1]
- Припремање и израда туристичког пропагандно-промотивног материјала
- Промовисање Краљева на домаћим и медјународним туристичким сајмовима
- Организација туристичких и других манифестација
- Сарадња са туристичким организацијама у земљи и иностранству
- Формирање и развој јединственог информативног система у туризму града Краљева